# 死活
死活（しかつ）は、囲碁用語の一つ。
囲碁において最も重要な概念で、「相手に絶対に取られる事の無い石」と「取られても新しく取られない石を置ける石」を活きた石、それ以外の相手に取られる石を死んだ石と表現するため、これを合わせて死活と呼ぶ。
詰碁などの死活を扱った問題のことを死活問題（しかつもんだい）といい、現代日本語で「わが社にとっての死活問題」などと言うのは、囲碁の死活に由来する。

## 眼
右の図の赤い四角の点のように石のかたまりによって囲まれているスペースのことをその石のかたまりの眼（め）と呼ぶ。この眼を二つ以上持つ石の一団は相手の着手禁止点を少なくとも2箇所以上持つため、周囲の空点（ダメ、または駄目）の全てに敵石が置かれても（ダメを詰められても）取られることはない。このような“絶対に取られることのない石”のことを活きた石、活き石（いきいし）などと呼ぶ。
他方、眼を持たない、または一つしか持たない石の一団は駄目を詰められれば最終的には相手に取られることとなる。そのため、眼を二つ以上持つことができない石のことを死んだ石、または死に石などと呼ぶ。
ただし、眼が二つ以上なくとも自分の方から打った場合には相手に取られるが、相手から打たれればこちらが相手の石を取れるセキの場合には、自分が打たない限り相手に取られることがないので活きた石とみなされる。
眼はその広さに関係なく個数が重要となる概念であり、その個数を数えるときは一眼（いちがん）、二眼（にがん）と眼を「がん」と読む。
終局状態では、必ず死活の判定をしなければならないが、それは必ずしも簡単ではない。というのも、囲碁の場合、上述の例のように明らかに死活がわかるような形でない複雑な形の場合も、それ以上手を加えずに終局することがあるからである。しかし、ある程度以上の実力になると、生死の判定に関する意見はほとんどの場合一致する。

## 欠け眼
|  |  |  |  |  |  |  |  |  |
|  |  |  |  |  |  |  |  |  |
|  |  |  |  |  |  |  |  |  |
|  |  |  |  |  |  |  |  |  |
|  |  |  |  |  |  |  |  |  |
|  |  |  |  |  |  |  |  |  |
|  |  |  |  |  |  |  |  |  |
|  |  |  |  |  |  |  |  |  |
|  |  |  |  |  |  |  |  |  |

上図では、一見2つの眼を確保して生きているように見えるが、aの点の空間は将来bにダメが詰まるとアタリになってツガねばならず、眼にはなっていない。こうした眼を「欠け眼」と呼ぶ。白の一団は一眼しかなく、死となる。
|  |  |  |  |  |  |  |  |  |
|  |  |  |  |  |  |  |  |  |
|  |  |  |  |  |  |  |  |  |
|  |  |  |  |  |  |  |  |  |
|  |  |  |  |  |  |  |  |  |
|  |  |  |  |  |  |  |  |  |
|  |  |  |  |  |  |  |  |  |
|  |  |  |  |  |  |  |  |  |
|  |  |  |  |  |  |  |  |  |

上図では、黒が1の点に打つと、仮に白が黒1を取ってもこの部分が欠け眼になるので死にとなる（このような捨て石の手を「ウチカキ」と言う）。逆に白から先に1の点にツゲば、確実な二眼を確保して生きとなる。

## ナカデ
|  |  |  |  |  |  |  |  |  |
|  |  |  |  |  |  |  |  |  |
|  |  |  |  |  |  |  |  |  |
|  |  |  |  |  |  |  |  |  |
|  |  |  |  |  |  |  |  |  |
|  |  |  |  |  |  |  |  |  |
|  |  |  |  |  |  |  |  |  |
|  |  |  |  |  |  |  |  |  |
|  |  |  |  |  |  |  |  |  |

上のような形の場合、真ん中の点（黒1）に打つと白は眼を一つしか作れなくなって死にとなる。逆に白からこの点に打てば仕切りを作って二つの眼を作り、生きることができるようになる。こうした手を「ナカデ（中手）」と呼ぶ。詳細は項目ナカデを参照。

## 死活の特別な形
上記のように二眼を確保すれば生きというのが基本だが、実際には様々なケースが存在する。詳しくは当該項目を参照。
- コウ
- 三コウ
- 万年コウ
- セキ
- 隅のマガリ四目
- 長生
- 欠け眼生き

|  |  |  |  |  |  |  |  |  |
|  |  |  |  |  |  |  |  |  |
|  |  |  |  |  |  |  |  |  |
|  |  |  |  |  |  |  |  |  |
|  |  |  |  |  |  |  |  |  |
|  |  |  |  |  |  |  |  |  |
|  |  |  |  |  |  |  |  |  |
|  |  |  |  |  |  |  |  |  |
|  |  |  |  |  |  |  |  |  |

aの点はいずれも欠け眼だが、白はぐるりと一周つながっているため黒から全体を取りに行く手がなく、白生きとなる。こうしたケースを欠け眼生きと呼ぶ。詳しくは欠け眼生きのページを参照。

## 参考図書
- 『新・早わかり死活小事典』日本棋院
- 『こだわり講座〈5〉基本死活 虎の巻 (囲碁文庫) 』日本棋院
- 加藤正夫『死活小辞典』誠文堂新光社
- 趙治勲『基本死活事典　上・下』日本棋院
- 張栩『基本死活事典』日本棋院
- 大平修三『現代囲碁文庫17　初段の心得　実戦死活の百科 』誠文堂新光社
- 『林海峯の死活に強くなる本』誠文堂新光社
- 石田芳夫『目で解く実戦詰碁』誠文堂新光社
- 林海峯『死活手筋集』全3巻　大泉書店